# Militello in Val di Catania

Ubicació de Militello in Val di Catania dins de la província

Militello in Val di Catania (Militeddu en sicilià) és un municipi italià de prop de 7 000 habitants de la província de Catània (Sicília), situat a uns 160 km al sud-est de Palerm i al voltant de 35 km al sud-oest de Catània, als contraforts de les muntanyes Ibleos. Té estació de ferrocarril de la línia Catània-Caltagirone-Gela. És un dels "Borghi più belli d'Itàlia" ('Els pobles més bells d'Itàlia').

## Història
Sobre la fundació de Militello hi ha diverses llegendes: es narra que va ser fundada en temps dels romans, quan els soldats de Marco Claudio Marcelo, al retorn del seu setge a Siracusa, trobant la zona salubre i aigües netes van fundar la colònia de Militum Tellus (terra de soldats); uns altres sostenen que el nom deriva del color groc de la pedra local, gairebé color mel, d'on derivaria Mellis Tellus.
Tot i que al voltant de la població s'han trobat restes de l'edat prehistòrica, la història certa de la ciutat està documentada a partir de l'any 1000, quan sota els Cammarana Militello esdevingué marquesat i posteriorment, passat als Barresi, feu.
L'edat d'or de Militell cap a finals del segle XVI i principis del XVII, sota el govern del príncep Francesco Branciforte, que va embellir la ciutat amb esglésies i palaus de notable factura, entre els quals hi ha l'església de la Madonna della Catena, el monestir dels benedictins i la font de la nimfa Z6. va destruir no obstant moltes obres d'art. La construcció després del terratrèmol va portar a la realització de joies de gran valor, com l'església de Sant Nicolò – SS. Salvatore del 1721 i l'església de la Madonna della Stella del 1722, a més d'altres nombrosos palaus nobles que van sorgir imponents a cada angle de la ciutat.

## Monuments i llocs d'interès
Militello in Val di Catania forma part del lloc Patrimoni de la Humanitat declarat per la Unesco el 2002 anomenat «Ciutats del barroc tardà de Val di Noto», en concret amb el codi 1024-003.

### Esglésies
- Església mare de Sant Nicolò and Santissimo Salvatore (segle XVIII) a l'interior del qual es pot admirar La predicació de sant Nicolau, retaule del segle XVIII de Vito D'Anna;
- Església de Santa Maria la Vetere, amb un portal de 1506 obra d'Antonello Gagini;
- Església de Madonna della Catena (segle XVII), amb un edicle del segle XVI;
- Abadia de Sant Benedetto (segle XVII); a l'interior d'una sola nau hi ha obres d'excepcional factura com L'última comunió de sant Benet, pintada per Sebastiano Conca;
- Església de Sant'Antonio da Padova, amb un campanar de 1719;
- Església de Santa Maria della Stella ]](s. XVIII); entre les nombroses obres d'art hi ha una Nativitat d'Andrea della Robbia; un retaule d'Olivi Sozzi; una pintura de Vito D'Anna titul ada Viso di Maria;
- Església de Santissimi Angeli Custodi segle XVIII tardà, amb un preciós paviment de ceràmica;
- Església de SS. Sagrament al Circolo, del 1724, sobre projecte d'Antonino Scirè;

### Palaus
- Castell Barresi - Branciforte, del qual queden només l'arc d'entrada, una torre, el bastió del costat sud i algunes ruïnes sobre el costat nord-est; la Fontana della Ninfa Zizza, de l'any 1607, antigament englobada al castell;
- Palazzo Baldanza-Denaro (segle XVII), actualment seu de l'Associació Turística Pro Loco;
- Palazzo Niceforo (segle XVIII)
- Palazzo Baldanza (segle XIX)
- Palazzo Majorana della Nicchiara (o dei Leoni)

## Evolució demogràfica

### Ètnies i minories estrangeres
A l'1 de gener de 2024, residien a Militello 72 estrangers, cosa que representa l'1,1 % de la població resident. La comunitat estrangera més nombrosa és la de Romania, amb el 45,8 % de tots els estrangers presents a la zona.

## Cultura
Des de 2022, la ciutat forma part del projecte First World Mediterranean Lifestyle Park, juntament amb altres 103 ciutats del centre de Sicília.

### Escoles i educació
- Institut Omnicomprensiu Statale "Pietro Carrera" L'escola ofereix els següents programes: Institut d'Art; Institut Tècnic - Branca de Biotecnologia de la Salut, Institut Tècnic i Econòmic - Especialització en Administració, Finances i Màrqueting; Curs Vespertí - Especialització en Administració, Finances i Màrqueting; Institut Tècnic - Sector de Tecnologies de la Informació; Parvulari; Escola Primària; Escola Secundària.[6]
- Biblioteca Municipal "Angel Majorana". Fundada el 1910, el seu fundador va ser Giuseppe Musumeci Ristagno, Director d'Educació. Alberga aproximadament 40.000 volums, incloent-hi una col·lecció d'antiguitats de més de 2.000 volums que daten de finals del segle XV a principis del segle XX. A això se suma una rica col·lecció de discos de vinil, CD i videocassets, albergada a la sala multimèdia. Aproximadament 2.500 usuaris estan registrats per a préstec. D'especial valor són: un incunable de 1498 (Rosarium Sermonum de Bernarbino de Busti) i trenta-una edicions del segle XVI, incloses vint-i-dos edicions venecianes, dues de Lió, una de Palerm i una de Nàpols.[7]

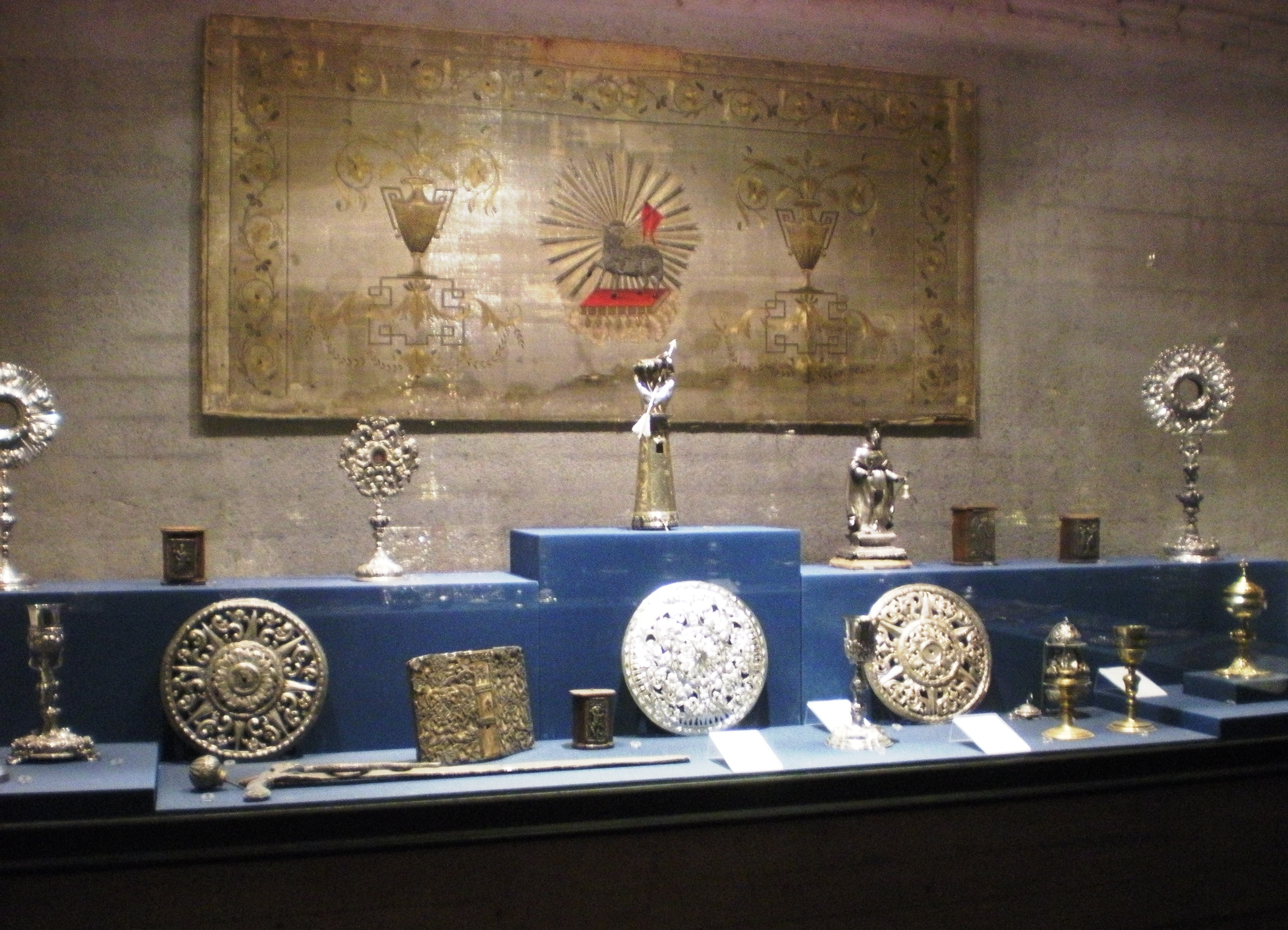
Tesoro de Santa Maria della Stella.

### Museus i galeries
- Museu Cívic i Arxiu Històric "Sebastiano Guzzone".
- Museu d'Art Sacre Sant Nicolò.
- Tresor de Santa Maria della Stella. Inaugurat el 1995, exhibeix nombroses obres d'art precioses: argenteria sagrada (segles XV-XVIII) procedent de l'església parroquial i les seves esglésies filials;

### Paratges naturals
Cascades d'Ossena: Cascades naturals ubicades al sud de la zona de Militello, al límit amb la zona de Francofonte (província de Siracusa). Aquestes cascades s'alimenten de les aigües del rierol Oxena, que discorre per les Muntanyes Hiblaiques del nord-est.

### Mitjans de comunicació

#### Teatres i cinemes
El 1942, el Cinema Teatre "Tempio" (anomenat així pel seu propietari) finalment va veure la llum, dissenyat per Antonio Portuso, agrimensor de Militello, l'estil del qual es va inspirar en el racionalisme italià de l'època. El Teatre "Tempio" va ser el cor de la vida cultural i artística de la ciutat fins a finals de la dècada de 1990, quan, ja en mal estat de conservació, va ser adquirit per la Província de Catània, que el va transformar radicalment en un nou teatre d'òpera i teatre dissenyat per l'arquitecte Giorgio Potenza. Recentment ha recuperat el seu paper com a important infraestructura cultural per a la ciutat.

#### Ràdio, televisió i curiositats
L'emissora de ràdio local és Radio Venere Milutello, fundada el 1978 amb la contribució de diversos aficionats, que emet en 92.40 MHz. També es rep en municipis veïns i es pot escoltar en streaming a la pàgina web de l'emissora.[10] En el passat, hi havia una estació de televisió local, Radio Audizioni Militello, que va tancar a la primera meitat dels anys 90. El presentador de televisió Pippo Baudo (1936-2025) va néixer a Militello.

## Administració
| Període | Identitat        | Partit |
| ------- | ---------------- | ------ |
| 2022-   | Giovanni Burtone | PD     |

## Persones il·lustres
- Pietro Carrera (1573-1647), jugador i escriptor d'escacs

1. ↑  «Militello in Val di Catania» (en anglès). borghipiubelliditalia.it. [Consulta: 1r agost 2024].
2. ↑  Militello in Val di Catania e la sua Storia comune.militello.ct.it
3. ↑  «Cittadini stranieri: popolazione residente per sesso e bilancio demografico al 1° gennaio 2024» (en italià). [Consulta: 8 juliol 2024].
4. ↑  cittadini stranieri tuttitalia.it
5. ↑  «In Sicilia nasce il Parco dello Stile di Vita Mediterraneo» (en italià). InItalia con Virgilio, 24-11-2020. [Consulta: 2 abril 2022].
6. ↑  Istituto Omnicomprensivo Statale "Pietro Carrera" Militello in Val di Catania istitutocarreramilitello.edu.it
7. ↑  Biblioteca comunale Angelo Majorana comune.militello.ct.it
8. ↑  le cascate delloxena o dellossena militellomuseum.it
9. ↑  Teatro Tempio comune.militello.ct.it
10. ↑  «Chi era Pippo Baudo?» (en italià). cinematographe.it, 17-08-2025.